# Premio scientifico Klung-Wilhelmy
Il Premio scientifico Klung-Wilhelmy (in originale in tedesco, Klung-Wilhelmy-Wissenschafts-Preis, in inglese Klung Wilhelmy Science Award) è un'onorificenza tedesca attribuita annualmente in campo scientifico, che viene assegnata ad anni alterni nel campo della fisica e della chimica. Viene assegnata a promettenti scienziati tedeschi con meno di 40 anni. Il premmio ha cambiato nome nel corso degli anni essendo noto come premio Otto-Klung (Otto-Klung-Preis) dal 1973 al 2001, premio Otto-Klung-Weberbank (Otto-Klung-Weberbank-Preis) dal 2001 al 2007 e come premio Klung-Wilhelmy-Weberbank (Klung-Wilhelmy-Weberbank-Preis) dal 2007 al 2013.

## Vincitori
| Chimica | Fisica |
| --- | --- |
| | 2023: Hannes Bernien per i suoi contributi pionieristici allo sviluppo di piattaforme tecnologiche quantistiche basate sugli atomi di Rydberg e centri di colore nel diamante. |
| 2022: Viktoria Däschlein-Gessner, per la sua ricerca pionieristica nel campo della chimica inorganica sintetica e meccanicistica e della catalisi.                                                                         | 2021: Monika Aidelsburger, per la sua straordinaria ricerca sulla realizzazione sperimentale di campi di gauge sintetici nei reticoli ottici e la loro applicazione alla simulazione quantistica delle fasi topologiche della materia.                                                                     |
| 2020: Franziska Schoenebeck, per la sua ricerca pionieristica nel campo della sintesi organica, della catalisi e dell'elucidazione computerizzata dei meccanismi di reazione.                                              | 2019: Titus Neupert, per i suoi contributi pionieristici alla previsione teorica di nuovi stati “topologici” della materia, in particolare gli isolatori frazionali di Chern e gli isolatori topologici di ordine superiore.                                                                               |
| 2018: Philipp Kukura, per il suo lavoro pionieristico nello sviluppo e nell'applicazione di metodi di imaging per la visualizzazione e la caratterizzazione di singole biomolecole.                                        | 2017: Claus Ropers, per il suo lavoro pionieristico nel campo della microscopia elettronica ultraveloce e dell'interazione non lineare luce-elettrone sulle nanostrutture. |
| 2016: Stephan A. Sieber, per la sintesi di sostanze ispirate a prodotti naturali per combattere i batteri patogeni e per i suoi studi fondamentali sulla virulenza batterica.                                              | 2015: Tobias Kippenberg, per il suo lavoro innovativo sull'interazione della luce con i sistemi micro e nano-meccanici. |
| 2014: Hans Jakob Wörner, per le sue ricerche nel campo della chimica fisica, in particolare per il suo lavoro pionieristico sul moto degli elettroni nelle molecole su una scala di tempo inferiore al femtosecondo.       | 2013:Robert Huber, per lo sviluppo del laser mode-locked nel dominio di Fourier e per i miglioramenti ottenuti nell'imaging medico con la tomografia ottica a coerenza di fase. |
| | |
| 2012: Tobias Ritter, per i suoi risultati nel campo della chimica organometallica e della fluorurazione specifica di molecole di rilevanza biomedica.                                                                      | 2011: Dieter Braun, per il suo lavoro nel campo della biofisica, in particolare per lo sviluppo di esperimenti sull'evoluzione sintetica e sulle applicazioni biofisiche della termoforesi. |
| 2010: Stefan Hecht, per il suo lavoro nel campo delle nanostrutture organiche funzionali e delle unità fotoswitchabili. | 2009: Volker Springel, per il suo lavoro nell'astrofisica numerica, in particolare sulla formazione delle galassie e dei buchi neri supermassivi. |
| 2008: Frank Neese, per il suo lavoro nello sviluppo di ORCA, un pacchetto di programmi per il calcolo altamente efficiente della struttura elettronica di grandi molecole.                                                 | 2007: Martin Zwierlein, per il suo lavoro sulla rilevazione della superfluidità nei gas ferminioci ultrafreddi. |
| 2006: Ingo Krossing, per il suo lavoro sulla fisica quantistica dei condensati atomici di Bose-Einstein in potenziali reticolari ottici e sulla condensazione di Bose-Einstein di gas quantistici molecolari e fermionici. | 2005: Markus Greiner, per il suo lavoro sulla fisica quantistica dei condensati atomici di Bose-Einstein in potenziali reticolari ottici e sulla condensazione di Bose-Einstein di gas quantistici molecolari e fermionici.                                                                                |
| 2004: Peter H. Seeberger, per il suo lavoro all'interfaccia tra chimica organica sintetica e biologia nello sviluppo della sintesi automatizzata in fase solida di carboidrati complessi.                                  | 2003: Joachim P. Spatz, per il suo lavoro biofisico sull'adesione e la meccanica delle cellule. |
| 2002: Thomas Tuschl, per il suo lavoro sulla scoperta e lo sviluppo del metodo di interferenza dell'RNA. | 2001: Jan Hendrik Schön, Premio annullato nel 2002 |
| 2000: Matthias Drieß, per il suo lavoro nel campo della chimica dei gruppi principali, in particolare del fosforo, del silicio e del sodio.                                                                                | 1999: Roland Ketzmerick, per il suo lavoro sulla dinamica non lineare nei sistemi elettronici a bassa dimensione. |
| 1998: Michael Famulok, per il suo lavoro sulla struttura e la funzione degli acidi ribonucleici ad alta affinità. | 1997: Stephan Schiller, per il suo lavoro sull'ottica quantistica, in particolare la tomografia quantistica (ricostruzione completa degli stati quantistici) e le misure a bassa interferenza con luce fortemente compressa (quantum-nondemolition).                                                       |
| 1996: Carsten Bolm, per il suo lavoro sull'ossidazione enantioselettiva mediata da metalli nella sintesi organica. | 1995: Thomas Elsässer, per il suo lavoro sulla dinamica ultraveloce nelle molecole e nei semiconduttori. |
| 1994: Wolfgang Schnick, per il suo lavoro sulle sintesi e le determinazioni strutturali nel sistema fosforo-azoto. | 1993: Karl Dieter Weiss, per il suo lavoro sui nuovi fenomeni elettronici nei componenti a semiconduttore, in cui il libero movimento degli elettroni è alterato da strutture periodiche artificiali ("oscillatori di Weiss").                                                                             |
| 1992: Stefan Jentsch, è stato premiato per il suo lavoro sulla degradazione proteica ubiquitina-dipendente. | 1991: Hermann Nicolai, per il suo lavoro sulla teoria quantistica dei campi. |
| 1990: Klaus Rademann, per il suo lavoro sulla transizione da atomi metallici isolati a solidi metallici. | 1989: Gisela Schütz, per il suo lavoro sullo studio del magnetismo con radiazione di sincrotrone polarizzata circolarmente. |
| 1988: Gerhard Bringmann, per il suo lavoro sull'isolamento, determinazione strutturale e la sintesi di alcaloidi isochinolinici acetogeni.                                                                                 | 1987: Johannes Georg Bednorz, per il suo lavoro sulla scoperta di una nuova classe di superconduttori con alte temperature di transizione mai raggiunte prima. - Premio Nobel per la fisica 1987 insieme a Karl Alexander Müller                                                                           |
| 1986: Hartmut Michel, per il suo lavoro sulla cristallizzazione e la determinazione della struttura del sistema I della fotosintesi. - Premio Nobel per la chimica 1988 insieme a Johann Deisenhofer e Robert Huber        | 1985: Horst Störmer, ausgezeichnet für die Entdeckung des fraktionierten Quanten-Hall Effekts. - Premio Nobel per la fisica 1998 insieme a Daniel Chee Tsui e Robert B. Laughlin |
| 1984: Martin Quack, per il suo lavoro sull'interpretazione dei fenomeni cinetici a livello molecolare. | 1983: Gerd Binnig, per il suo contributo allo sviluppo del microscopio a effetto tunnel. - Premio Nobel per la fisica 1986 insieme a Heinrich Rohrer |
| 1982: Wolfgang A. Herrmann, per il suo lavoro sulla chimica organometallica. | 1981: Gerhard Mack, per il suo lavoro sull'invarianza di scala e conforme e sulla teoria di gauge su reticolo. |
| 1980: Helmut Schwarz, per il suo lavoro sulla chimica organica fisica, in particolare sulla chimica nello spettrometro di massa.                                                                                           | 1979: Theodor W. Hänsch, per il suo lavoro sulla costruzione del primo laser a coloranti a banda stretta, per lo sviluppo della spettroscopia laser Doppler-free e per l'invenzione del raffreddamento laser dei gas atomici. - Premio Nobel per la fisica 2005 insieme a Roy J. Glauber e John Lewis Hall |